# 何玫玲
何玫玲（Mavis Ho）現為比利時校際微電子中心（IMEC TAIWAN CO.）大中華區及東南亞區域總經理，曾任國際半導體產業協會（SEMI）台灣區副總裁及 SEMI 新加坡總經理、也是 ECCT 歐洲商會技術委員會委員、桃園市智慧城市推動委員會外聘委員和 SEMI 技術委員會成員。
何玫玲現為比利時微電子研究中心（IMEC）大中華區及東南亞區域總經理。負責管理大中華及東南亞地區的業務拓展、政府關係和日常營運。 IMEC 是奈米電子、能源和數位科技研究創新中心。MAVIS 在 2015 年加入 IMEC ，在此之前曾經擔任 SEMI 台灣區副總裁及 SEMI 新加坡總經理。
何玫玲畢業於喬治亞州立大學藝術與科學學院，求學和職業生涯橫跨了台灣、新加坡、美國、歐洲、東南亞多個地區。於台灣完成學業後，前往美國求學。大學畢業後，曾擔任過展覽公司客服及工人管理職位，在美國亞特蘭大和灣區累積 14 年的工作經驗，而後返回亞洲地區重新展開職業生涯。在半導體產業期間，她領導過多個技術委員會，連結產業與政府間的關係，並主辦半導體貿易展覽會議／活動。
此外，何玫玲也是 ECCT 歐洲商會技術委員會委員、桃園市智慧城市推動委員會外聘委員和 SEMI 技術委員會的成員。此外，Mavis 也熱衷於支持永續發展活動，更擔任 Greenpeace 綠色和平組織東亞董事，以及專為女性領導者設計的學習和社交平台 CareHer （页面存档备份，存于） 的資深顧問。